# 아달베르트 폰 프로이센 왕자 (1884년)

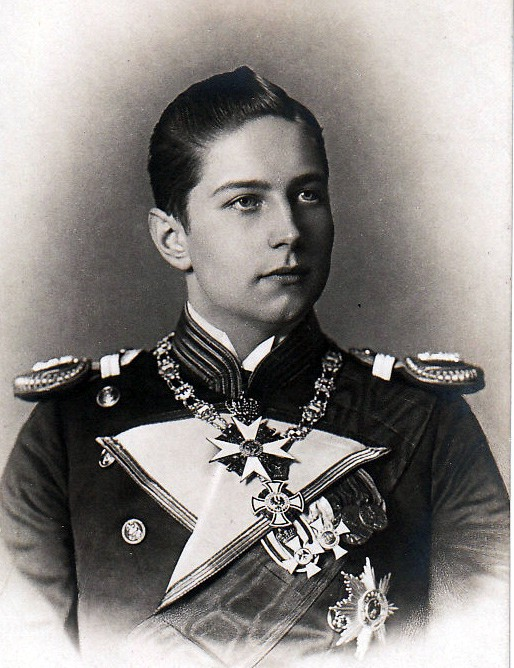
아달베르트 폰 프로이센 왕자

프로이센 왕자 아달베르트(Prince Adalbert of Prussia, 1884년 7월 14일 ~ 1948년 9월 22일)는 독일 황제 빌헬름 2세와 아우구스테 빅토리아 폰 슐레스비히홀슈타인 공녀의 셋째 아들이었다.